# 9K34箭-3便攜式防空飛彈
9K34「箭-3」（羅馬化： 'Strela-3' ），北約代號為SA-14「小魔怪」（英語：'Gremlin'），是一款由苏联科洛姆納機械設計局所研製及生產的肩扛式防空导弹，改良自9K32「箭-2」（北約代號：SA-7「聖杯」），並用以取代其性能不佳的前身。

## 研發背景
「箭-3」的前型，「箭-2」（SA-7）的前期工作雖然在1967年開始大規模生產和實際部署，但在導彈末端裝備的紅外導引頭有著諸如“無法從目標背後發射”、“誤將太陽能和被加熱的岩石表面視為目標並追踪它”、“對低空或高速飛行的直升機和戰鬥機的命中率非常差劣”等眾多缺失，只可說是不可靠的武器（雖然同期的紅外制導導彈也有著類似的缺失）。
為了解決這些問題，從1970年開始，科洛姆納機械設計局研發「箭-3」。1974年1月，該導彈於蘇聯軍隊接受服役。
1983年起，9K38「针」（北約代號：SA-18「松雞」）已經取代了苏联的「箭」系列便携式防空导弹，但仍在許多出口國家當中服役。

## 描述
蘇聯研發「箭-3」旨在取代「箭-2」，因為他倆很早就清楚，「箭-2」的弱點在於它倆的制導系統和對反制措施的敏感度。因此，從1970年開始，科洛姆納機械設計局研製並於1974年向蘇聯軍隊推出「箭-3」。「箭-3」被地面部隊用於迎擊直升機和攻击机。它由兩名士兵（射手、擊發隊長）操作，並藉由紅外尋的導引器追踪目標。
作為便攜式防空導彈，「箭-3」由以下三個主要部件組成：
- 9P58—扳機組件
- 9P59—玻璃钢強化塑料製發射器和目標尋獲系統 （導彈容器兼發射裝置）
- 9P51—熱電池和儲氣罐（用於驅動及冷卻火箭導引頭以尋獲目標）
- 9M36—導彈彈體

此外還有「箭-3」的配件。配件通常不是由射手使用，而是裝在飞行器以上或是由觀察手使用：
- 9S13—頭盔式無線電導航器
- 1RL247—敵友識別系統接收機
- R-147—用於防空信息的无线电接收機

「箭-3」是一種被動式紅外導彈：以導彈的氮氣冷卻導引頭探測熱源，如排氣管、螺旋槳发动机和渦輪機，並將導彈引導至熱源和目標。「箭-3」在「箭-2」以上所作出的重大改進，在於導入了一種全新的紅外尋的導引彈頭，這保證了更好的目標尋獲和追踪，並將前型的弱點最小化。這款新型的導引器以FM調變（針點掃描，Con-scan）原理操作，與早期的AM（旋轉掃描，spin-scan）導引器相比，它較為不容易受到干擾和受热诱饵弹所引誘而影響效果，而後者的導引器則很容易被發焰筒甚至最原始的紅外干擾器所迷惑。新型的導引器還導入了導引元件冷卻裝置，而該裝置以連接到發射裝置的加壓氮氣瓶的形式進行冷卻。
因此，「箭-3」以及其後繼型號9K38「针」（SA-18）的是攻擊直升機（如AH-1「眼鏡蛇」或米-28「浩劫」）和攻擊機（如A-10「雷霆二式」或苏-25「蛙足」）的最大威脅之一，因為它可被任何士兵輕鬆運輸並且發射，導致他們的戰鬥更為困難。
冷卻的效果是將導引頭的硫化铅（PbS）導引器元件的靈敏度範圍擴大至更長的波长（稍大於4微米，相對於非製冷PbS元件的2.8微米）。事實上，這使得在較遠距離的範圍內追踪較冷的目標也成為可能，而且在有利的環境以下能夠實現前半球內對噴氣式戰鬥機的打擊。這類導引頭亦具有追踪速度更快的好處，使導彈可機動性追踪並且快速逼近目標。
可上述改進帶來的缺點是導彈重量增加，導致「箭-3」的運動性能比原型「箭-2」略有下降。但針對相對地較為緩慢的戰場上低空的空中威脅時，整體效能已經了大幅的提升了。
「箭-3」已出口到30多個國家。
這種導彈的海軍版本的北約代號為SA-N-8。

## 操作歷史

### 伊拉克
2003年11月22日， 一架空中客車A300型貨機在從巴格達國際機場起飛以後遭到地面上的伊拉克民兵以「箭-3」型導彈擊中左翼，但儘管失去了液壓動力，但仍設法安全著陸。
2006年5月6日，英國皇家海軍847中隊所屬的威斯特蘭山貓AH.7多用途直升機在巴士拉上空被一枚「箭-3」擊墜，造成5名機組人員陣亡，並墜落房屋。

### 阿布哈茲
在1992至1993年阿布哈茲戰爭期間，一架俄羅斯所屬的米-8「河馬」多用途直升機於1992年12月14日被格魯吉亞軍隊「箭-3」擊墜，造成3名機組人員和58名乘客死亡，其中大多數是俄羅斯難民。然後1993年7月4日，一架喬治亞空軍所屬的蘇-25「蛙足」攻击机在下納列伊劾那（Nizhnaya Eshera）上空被「箭-3」擊墜，雙方的其他多架戰飛機亦有可能是被「箭-3」擊墜。

### 前南斯拉夫
1994年4月16日，「皇家方舟」號航空母艦801海军航空兵中隊所屬的一架英國宇航海鹞战斗攻击机在攻擊波斯尼亚的兩輛塞尔维亚所屬的T-55中型坦克時被「箭-3」擊墜。飛行員尼克·理查森中尉及時彈射並降落在友方的波斯尼亞人控制的地區。

### 剛果民主共和國
1998年10月11日，第二次刚果战争期間，一架津巴布韋空軍所屬的伊尔-76被剛果叛亂分子以「箭-3」擊墜，造成40名士兵和機組人員陣亡。

### 阿富汗
2000年，在塔利班對阿富汗塔卢坎的進攻當中，北方聯盟使用的「箭-3」擊墜了8架塔利班所屬的米格-21「魚床」和蘇-22「裝配匠-F」戰鬥機。

### 安哥拉
據報導，2000年11月19日，一架蘇-27「側衛」在著陸時被安盟「箭-3」擊墜。

## 使用國

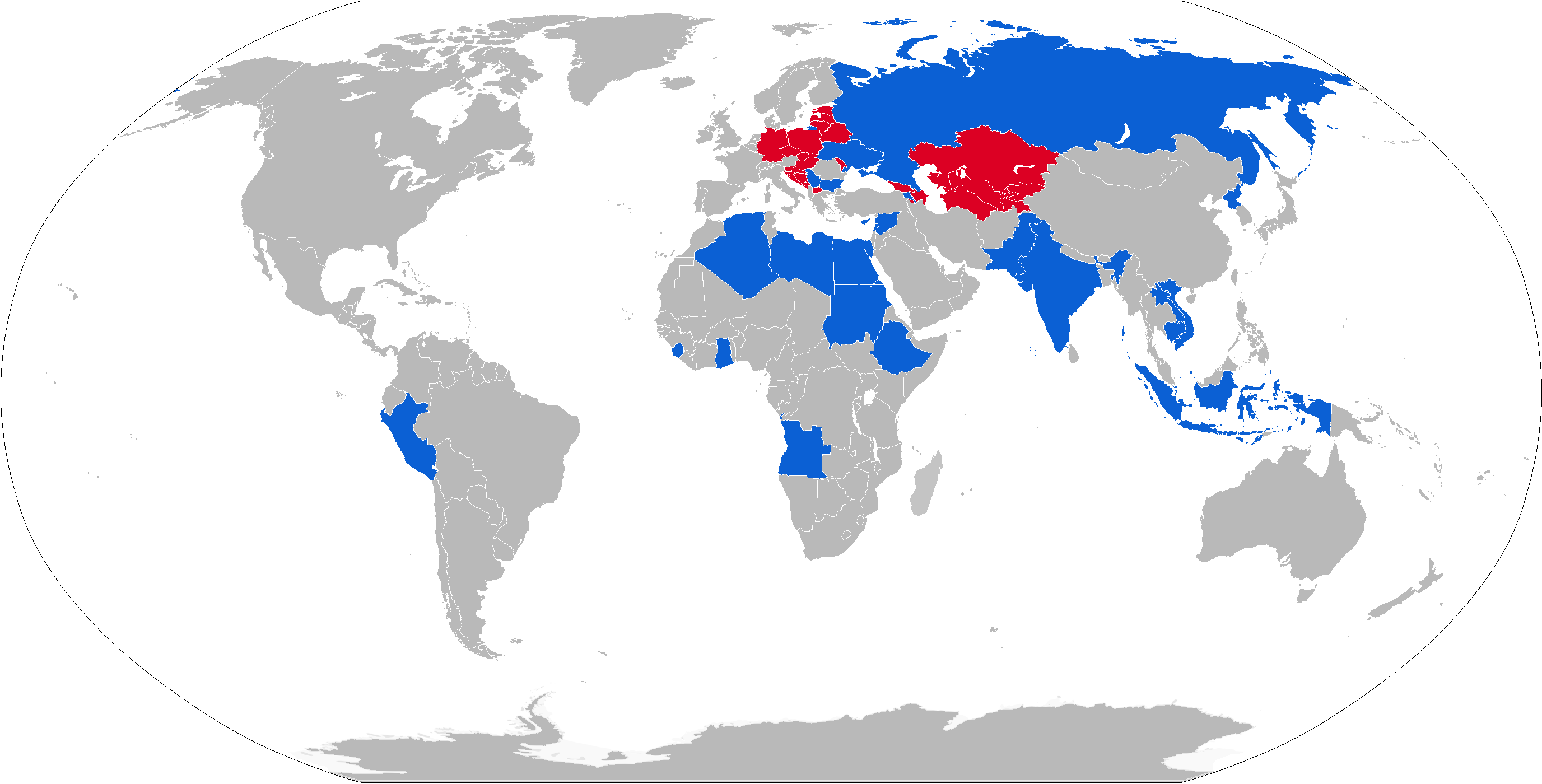
藍色為9K34「箭-3」的使用國，而紅色則是前使用國。

### 現在的使用國
- 阿尔及利亚
- 安哥拉
- 亞美尼亞
- 保加利亚
- 柬埔寨
- 賽普勒斯
- 埃及
- 衣索比亞
- ：在格魯吉亞內戰期間使用。[5]
- 印度尼西亞
- 印度
- 黎巴嫩
- 利比亞
- 摩洛哥
- 巴基斯坦
- 秘魯
- 俄羅斯
- 塞爾維亞：600枚。
- 苏丹
- 叙利亚
- 乌克兰
- 越南

### 過去的使用國
- 捷克斯洛伐克：從未投入軍隊服役。[8]
- 東德：從未投入軍隊服役。[8]
- 匈牙利：從未投入軍隊服役。[8]
- 伊拉克：其中一批在2003年伊拉克戰爭後遭到搶奪，被用於戰後叛亂和隨後的地區性戰爭，並在黑市中找到相關貨物。
- 波蘭：1980年代購入了100枚，但從未投入軍隊服役。[8]
- 苏联
- 南斯拉夫

## 與其他產品比較表
|                      | 9K34箭-3便攜式防空飛彈                          | 9K38針式防空飛彈                                | 9K310 針-1式防空飛彈                            | FIM-92刺針便攜式防空飛彈                     | 飛弩-6便攜式防空導彈                                                                    |
| -------------------- | ----------------------------------------------- | ----------------------------------------------- | ----------------------------------------------- | -------------------------------------------- | --------------------------------------------------------------------------------------- |
| 服役開始             | 1974                                            | 1983                                            | 1981                                            | 1982                                         | 2008-2010                                                                               |
| 備射總重             | 16.0 kg （35.2 lb）                             | 17.9 kg （39.5 lb）                             | 17.9 kg （39.5 lb）                             | 14.3 kg （31.5 lb）                          | 16.0 kg （35.2 lb）                                                                     |
| 飛彈重               | 10.3 kg （22.7 lb）                             | 10.8 kg （23.8 lb）                             | 10.8 kg （23.8 lb）                             | 10.1 kg （22.3 lb）                          | 10.8 kg （23.8 lb）                                                                     |
| 彈頭重               | 1.17 kg （2.6 lb）， 390 g （13.75 oz） HMX炸藥 | 1.17 kg （2.6 lb）， 390 g （13.75 oz） HMX炸藥 | 1.17 kg （2.6 lb）， 390 g （13.75 oz） HMX炸藥 | 2–3 kg （4–6 lb）， 450 g （15.9 oz） HE炸藥 | >1 kg （>2 lb）， 400-600 g （14.1-21.16oz） ？炸藥                                     |
| 戰鬥部               | 破片                                            | 破片                                            | 破片                                            | 連續杆                                       | 破片                                                                                    |
| 可用引信             | 碰炸引信。                                      | 延遲引信， 磁感應引信。                         | 延遲引信， 磁感應引信                           | 延遲引信。                                   | 延遲引信， 碰炸引信。                                                                   |
| 速度，平均／最高     | 470 m/s （1050 mph） 穩定速                     | 600 m/s （1350 mph） 穩定速                     | 600 m/s （1350 mph） / 800 m/s （1800 mph）     | 700 m/s （1500 mph） / 750 m/s （1700 mph）  | 360 m/s （1,181.1 mph） / 600 m/s （1,968.5 mph）                                       |
| 射程                 | 4100 m （13,500 ft）                            | 5200 m （17,000 ft）                            | 5000 m （16,400 ft）                            | 4500–4800 m （14,800–15,700 ft）             | 500–6000 m （1,640.42－19,685.04 ft）                                                   |
| 目標物接近時最高速度 | 260 m/s （580 mph）                             | 360 m/s （805 mph）                             | 360 m/s （805 mph）                             | 750 m/s （1678 mph）                         | 360 m/s （805 mph）                                                                     |
| 目標物遠離時最高速度 | 310 m/s （690 mph）                             | 320 m/s （715 mph）                             | 320 m/s （715 mph）                             | 660 m/s （1476 mph）                         | 300 m/s （671 mph）                                                                     |
| 導引元件             | 氮冷卻， 硫化物 （PbS）                         | 氮冷卻， 銦銻化合物（InSb） 免冷卻硫化物（PbS） | 氮冷卻， 銦銻化合物（InSb）                     | 氬冷卻， 銦銻化合物（InSb）                  | 氟化鎂冷卻， ？                                                                         |
| 掃描頻率             | 調頻                                            | 調頻                                            | 調頻                                            | 調頻                                         | 調頻                                                                                    |
| 其他資料             |                                                 | Aerospike科技可以減少超音波氣流殆速             | Tripod-mounted科技可以減少超音波氣流殆速        |                                              | 由氟化鎂材料組成的八棱錐導引頭可以減少空氣阻力 採用鈦合金預置破片式戰鬥部可加裝更多炸藥 |

## 資料來源
1. ↑   (PDF).   [2018-04-04]. （原始内容存档 (PDF)于2019-04-02）.
2. （俄文） Artillery （页面存档备份，存于）
3. ↑  .   [2018-04-04]. （原始内容存档于2016-11-19）.
4. ↑  .   [2015年4月27日]. （原始内容存档于2015年9月23日）.
5. 1 2  Cooper, Tom. . ACIG.org.   [2013-02-18]. （原始内容存档于2008-03-03）.
6. ↑  Cooper, Tom. . ACIG.org.   [2013-02-18]. （原始内容存档于2013-01-25）.
7. ↑  Cooper, Tom. . ACIG.org.   [2013-02-18]. （原始内容存档于2014-12-24）.
8. 1 2 3 4  .   [2018-04-04]. （原始内容存档于2018-05-22）.

- Petukhov, Sergei I.; Shestov I.V. . VPK Publishing. 1998.
- .   [2008-04-23]. （原始内容存档于2008-04-17）.

## 外部連結
- （俄文）—Широкий обзор ПЗРК 9К34 «Стрела-3»（页面存档备份，存于） ИС «Ракетная техника»